# Darby Crash Band
A Darby Crash Band foi um projeto musical iniciado por Darby Crash e Pat Smear, membros que haviam sido fundadores também do The Germs (uma banda de punk rock que havia chegado ao fim pouco tempo antes, em 1980).
Para a formação dessa banda, eles recrutaram o baixista David "Bosco" Danford e Lucky Lehrer, baterista do Circle Jerks. Foi com essa formação que eles começaram a fazer alguns shows por Los Angeles. O repertório da banda incluia algumas músicas do então extinto The Germs, mas também incluia um pouco de material novo.
A banda nunca gravou um álbum de estúdio, a única coisa que eles fizeram foram alguns shows por Los Angeles, pois pouco tempo depois da formação da banda, o vocalista Darby Crash morreu de overdose de heroína em 7 de dezembro de 1980.
Não existe álbum de estúdio dessa banda, entretanto uma remasterização digital foi feita em cima de um show ao vivo que eles fizeram no The Starwood, em Los Angeles, o que acabou sendo lançado em CD.

## Membros da Banda
- Darby Crash - Vocals
- Pat Smear - Guitarra
- David "Bosco" Danford - Baixo
- Lucky Lehrer - Bateria